# Astraea (slak)
Astraea is een geslacht van weekdieren uit de klasse van de Gastropoda (slakken).

## Soorten
- Astraea bicarinata Suter, 1917 †
- Astraea heliotropium (Martyn, 1784)
- Astraea stirps Laws, 1932 †